# Sydney Chaplin
Sydney Earle Chaplin (Los Angeles, 30 de março de 1926 — Rancho Mirage, 3 de março de 2009) foi um ator norte-americano.
Sydney é o terceiro filho de Sir. Charles Chaplin e de sua segunda mulher, a atriz Lita Grey. Ele também foi o antigo proprietátio e gerente de Chaplin's, um popular restaurante em Palm Springs, Califórnia.

## Filmografia
- Limelight (1952) ... Neville
- Land of the Pharaohs (1955) ... Treneh
- Confession (1955) ... Mike
- Abdullah the Great (1955) ... Ahmed
- Pillars of the Sky (1956) ... Timothy
- Fours Girls in Town (1957) ... Johnny Pryor
- Quantez (1957) ... Gato
- A Countess from Hong Kong (1967) ... Harvey